# Molenfeuer Bregenz
Die Molenfeuer Bregenz sind zwei moderne Molenfeuer am Bodensee, die die Hafeneinfahrt von Bregenz bezeichnen.
Der Bregenzer Hafen wurde im Frühjahr 2009 umgebaut und neu gestaltet. In diesem Zusammenhang wurden auf den erneuerten Molen auch zwei neue Leuchtfeuer errichtet. Die beiden Türme bestehen jeweils aus vier quadratischen Stahlsäulen, an deren oberen Enden die Leuchtfeuer installiert sind. Der etwas höhere Westturm wurde am 8. Mai 2009 aufgestellt. Auf ihm sind zusätzlich ein Nebelhorn und eine Sturmwarnleuchte installiert.